# Ісса Ба
Ісса Ба (фр. Issa Ba; нар. 7 жовтня 1981, Дакар) — сенегальський футболіст, півзахисник клубу «Динамо» (Бухарест).
Насамперед відомий виступами за низку французьких клубів, а також національну збірну Сенегалу.

## Клубна кар'єра
Вихованець футбольної школи місцевого клубу «Поліс».
У дорослому футболі дебютував 2000 року виступами за команду клубу «Лаваль», в якій провів чотири сезони, взявши участь у 87 матчах чемпіонату.
Протягом 2004—2006 років захищав кольори команди клубу «Шатору».
Своєю грою за останню команду привернув увагу представників тренерського штабу клубу «Осер», до складу якого приєднався 2006 року. Відіграв за команду з Осера наступні три сезони своєї ігрової кар'єри.
Згодом з 2010 по 2012 рік грав у складі команд клубів «Вісла» (Краків), «Тиргу-Муреш» та «Газ Метан».
До складу клубу «Динамо» (Бухарест) приєднався 2012 року.

## Виступи за збірну
2000 року дебютував в офіційних матчах у складі національної збірної Сенегалу. До припенення викликів до збірної у 2006 провів у формі головної команди країни 21 матч, забивши один гол.

## Титули і досягнення
- Володар Суперкубка Румунії (1):

«Динамо» (Бухарест): 2012